# مقاطعة مارشال (آيوا)
مقاطعة مارشال (بالإنجليزية: Marshall County)‏ هي إحدى مقاطعات ولاية آيوا في الولايات المتحدة الأمريكية.